# DFP法
Davidon–Fletcher–Powell法（ダビドン＝フレッチャー＝パウエル法）またはDFP法とは、あるセカント方程式を満たす解のうち、現在の推定値に最も近く、曲率条件を満たす解を与える式（DFP公式）を用いる準ニュートン法である。名称はウィリアム・ダビドン、ロジャー・フレッチャー、マイケル・パウエルに因む。セカント法を多次元問題に一般化したものであり、準ニュートン法としては初めての解法だった。この公式によりヘッセ行列を更新すれば、対称性と正定性が保証される。
所与の関数{\displaystyle f(x)} のテイラー展開は、その勾配( {\displaystyle \nabla f} )、正定値ヘッセ行列{\displaystyle B} 、を用いて以下のように書ける。
{\displaystyle f(x_{k}+s_{k})=f(x_{k})+\nabla f(x_{k})^{T}s_{k}+{\frac {1}{2}}s_{k}^{T}{B}s_{k}+\dots ,}
また、勾配自体のテイラー展開（セカント方程式）は以下のように書ける。
{\displaystyle \nabla f(x_{k}+s_{k})=\nabla f(x_{k})+Bs_{k}+\dots }
これを{\displaystyle B}の更新に用いる。
下に示すDFP公式は、対称かつ正定値であり、現在の近似値{\displaystyle B_{k}}に最も近い解を与える。
{\displaystyle B_{k+1}=(I-\gamma _{k}y_{k}s_{k}^{T})B_{k}(I-\gamma _{k}s_{k}y_{k}^{T})+\gamma _{k}y_{k}y_{k}^{T},}
ここで、
{\displaystyle y_{k}=\nabla f(x_{k}+s_{k})-\nabla f(x_{k})}
{\displaystyle \gamma _{k}={\frac {1}{y_{k}^{T}s_{k}}}}
とし、{\displaystyle B_{k}}は対称正定値行列とした。
対応する逆ヘッセ行列{\displaystyle H_{k}=B_{k}^{-1}}の近似値は、以下の式により与えられる。
{\displaystyle H_{k+1}=H_{k}-{\frac {H_{k}y_{k}y_{k}^{T}H_{k}}{y_{k}^{T}H_{k}y_{k}}}+{\frac {s_{k}s_{k}^{T}}{y_{k}^{T}s_{k}}}.}
{\displaystyle B}は正定値行列と仮定されるため、{\displaystyle s_{k}^{T}}と{\displaystyle y}は以下の曲率条件を満たす必要がある。
{\displaystyle s_{k}^{T}y_{k}=s_{k}^{T}Bs_{k}>0}
DFP法は非常に効果的だったものの、すぐにその双対である（yとsの役割が入れ替わっている）BFGS法に置き換えられた。